# يان هيريبيك
يان هيريبيك (بالتشيكية: Jan Hřebejk) (و. 1967  م) هو مخرج أفلام، وكاتب سيناريو تشيكي، ولد في براغ.

## مناصب
تولى منصب عضو المجلس المحلي ‏، Prague 5 ‏ (منذ 2018).

## التعليم
تعلم في أكاديمية الفنون التمثيلية.

## وصلات خارجية
- يان هيريبيك على موقع IMDb (الإنجليزية)
- يان هيريبيك على موقع ألو سيني (الفرنسية)
- يان هيريبيك على موقع أول موفي (الإنجليزية)
- يان هيريبيك على موقع قاعدة بيانات الأفلام السويدية (السويدية)
- يان هيريبيك على موقع قاعدة بيانات الفيلم (الإنجليزية)
- يان هيريبيك على موقع كينوبويسك (الروسية)